# Войкино (Ульяновская область)
Войкино — деревня в Чердаклинском районе Ульяновской области России. Входит в состав Богдашкинского сельского поселения.

## География
Деревня находится в западной части Левобережья, в лесостепной зоне, в пределах Низкого Заволжья, на правом берегу реки Урени, на расстоянии примерно 7 километров (по прямой) к востоку-северо-востоку (ENE) от посёлка городского типа Чердаклы, административного центра района. Абсолютная высота — 70 метров над уровнем моря.
Климат
Климат характеризуется как умеренно континентальный, с тёплым летом и умеренно холодной зимой. Средняя температура воздуха самого тёплого месяца (июля) — 20 °C (абсолютный максимум — 39 °C); самого холодного (января) — −13,8 °C (абсолютный минимум — −47 °C). Продолжительность безморозного периода составляет в среднем 131 день. Среднегодовое количество атмосферных осадков составляет 406 мм. Снежный покров образуется в конце ноября и держится в течение 145 дней.
Часовой пояс
Деревня Войкино, как и вся Ульяновская область, находится в часовой зоне МСК+1. Смещение применяемого времени относительно UTC составляет +4:00.

## История
Деревня основана в 1770-х годах.
В 1780 году, при создании Симбирского наместничества, «деревня Войкина, при суходоле, жители в ней помещичьи крестьяне, переведенные из разных уездов, ныне еще селятся», из Казанского уезда вошла в состав Ставропольского уезда. В 1796 году — в Симбирской губернии, с 1851 года — в Самарской губернии.
В 1820-х годах княгиня Ольга Чегодаева переселила часть местных крестьян в деревню Ольговка, выменяв их на породистых собак. 
Летом 1910 года писатель Толстой Алексей Николаевич, ознакомившись с семейным архивом в селе Архангельское, захватил его с собой, приехал в село Войкино, где жил старейшина тургеневского рода дядя Гоня. В Войкове Толстой работал над архивом, слушал рассказы дяди и писал роман «Две жизни». Через три года начинающий писатель предпринял поездку по правобережью: посетил сёла Майнского, Тереньгульского, Вешкаймского (современные названия) районов, где жили родственники и знакомые матери. Эта поездка, по признанию А. Н. Толстого, дала материал для повести «Приключения Растегина». Она была написана в Войкове и с осени 1913 года печаталась в газете «Русские ведомости».
В 1930 году в Войкино был основан колхоз «Красная горка». 10 июля 1950 года на базе слияния трёх колхозов — «Свобода» (Петровское), «Наш путь» (Новоконское, войдёт в состав с. Петровское) и «Красная горка» (Войкино) — было основано коллективное хозяйство «Путь к коммунизму».

## Население
| 1859 | 1889 | 1910 | 2010 |
| ---- | ---- | ---- | ---- |
| 357  | ↗562 | ↘554 | ↘46  |

Национальный состав
Согласно результатам переписи 2002 года, в национальной структуре населения русские составляли 93 % из 43 чел.